# Andrei Kolkutin
Andrei Kolkoutin(rusă: Андрей Колкутин, n. 1957 la Smolyaninovo, Primorsk) este un artist plastic de origine rusă. În 1982 Kolkoutine a absolvit Academia de Arte de la Repin Academy of Arts din Leningrad. În prezent el locuiește în partea sud-vestică a Rusiei, lângă Turcia. Materialul folosit de către acesta este uleiul pe pânză, însă Kolkoutine are lucrări și în domenii precum sculptură și lucrările grafice. Pe lângă Rusia, Kolkoutine a avut expoziții în Danemarca, Germania, Franța și alte țări europene, precum și în Statele Unite ale Americii.
1. ↑  Andrei KOLKOUTINE, Le Delarge, accesat în 9 octombrie 2017